# Skipovac Donji (Federacja Bośni i Hercegowiny)
Skipovac Donji – wieś w Bośni i Hercegowinie, w Federacji Bośni i Hercegowiny, w kantonie tuzlańskim, w mieście Gračanica. W 2013 roku liczyła 2 mieszkańców – Serbów.